# 미국교사연맹
미국 교사 연맹(영어: American Federation of Teachers; AFT)은 1916년 설립된 미국의 교원 노동조합이다. AFT는 미국에서 2번째로 큰 교육 노조이며, 은퇴자 25만명을 포함하여 1500만명의 회원이 있다.

## 같이 보기
- NEA